# Football Australia
Football Australia es el organismo encargado de la organización del fútbol en Australia. Fue fundada en 1961. Antiguamente denominado Federación de Fútbol de Australia (en inglés: Football Federation Australia), el nombre se cambió a Football Australia en diciembre de 2020.
Football Australia supervisa las selecciones nacionales masculinas, femeninas, juveniles, paralímpicas, de playa y de fútbol sala en Australia, los programas nacionales de entrenamiento y los órganos de gobierno estatales de este deporte. Sanciona el fútbol profesional, semiprofesional y amateur en Australia. Football Australia tomó la decisión de abandonar la Confederación de Fútbol de Oceanía (OFC), de la que era miembro fundador, y convertirse en miembro de la Confederación Asiática de Fútbol (AFC) el 1 de enero de 2006 y de la Federación de Fútbol de la ASEAN (AFF) el 27 de agosto de 2013.

## Historia
Los orígenes de Football Australia se remontan a 1911, con la formación de la Commonwealth Football Association. Este organismo fue sustituido por la Asociación Australiana de Fútbol, que se formó en 1921, con sede en Sídney. La Asociación Australiana de Fútbol funcionó durante cuarenta años, obtuvo la afiliación provisional a la FIFA en noviembre de 1954 y fue confirmada en junio de 1956; sin embargo, en 1960, la asociación se disolvió tras ser suspendida por la FIFA por el robo de jugadores en el extranjero. En 1961 se formó la Federación Australiana de Fútbol como posible sucesora del antiguo organismo rector de este deporte. Sin embargo, a esta asociación se le denegó la readmisión en la FIFA hasta que pagara las multas pendientes, lo que se hizo en 1963, y el nuevo organismo nacional fue admitido en la FIFA.
Aislada del fútbol internacional, Australia solicitó repetidamente su ingreso en la Confederación Asiática de Fútbol en 1960 y en 1974, pero se le denegaron todas las peticiones. Australia, junto con Nueva Zelanda, acabó formando la Federación de Fútbol de Oceanía (actual Confederación de Fútbol de Oceanía) en 1966. Australia renunció a su condición de miembro de la OFC en 1972 para buscar la afiliación a la AFC, pero se reincorporó en 1978.
En 1995, la Federación Australiana de Fútbol cambió formalmente su nombre por el de Soccer Australia.
En 2003, después de que Australia no se clasificara para la Copa Mundial de la FIFA 2002, elementos de la prensa australiana, incluida la ABC, denunciaron a Soccer Australia por fraude y mala gestión. Soccer Australia encargó una investigación independiente, conocida como el Informe Crawford, a raíz de la amenaza del Gobierno australiano de retirar la financiación a este deporte. El Gobierno australiano no podía intervenir, ya que cualquier injerencia política habría constituido una violación de los Estatutos de la FIFA. Las conclusiones del informe fueron analizadas críticamente por la junta directiva de Soccer Australia, que consideró que las recomendaciones contenidas en él no eran susceptibles de ser aplicadas. El informe recomendaba, entre otras cosas, la reconstitución del órgano rector con una junta interina encabezada por el prominente empresario Frank Lowy. Unos tres meses después del nombramiento de Lowy, Soccer Australia entró en liquidación y se creó la Asociación de Fútbol de Australia (ASA), sin incluir las recomendaciones del Informe Crawford y privando de derechos a todas las partes que tenían intereses en Soccer Australia. El Gobierno australiano aportó unos 15 millones de dólares a la ASA.
El 1 de enero de 2005, la ASA cambió su nombre por el de Federación de Fútbol de Australia (FFA), alineándose con el uso internacional general de la palabra «fútbol», en lugar de «soccer», y para distanciarse también de los fallos de la antigua Soccer Australia. Acuñó la frase «viejo fútbol, nuevo fútbol» para enfatizarlo.
El 1 de enero de 2006, la Football Federation Australia se trasladó de la OFC a la AFC. El Comité Ejecutivo de la AFC aprobó el traslado por unanimidad el 23 de marzo de 2005, y la OFC lo aprobó el 17 de abril. El Comité Ejecutivo de la FIFA aprobó el traslado el 29 de junio, señalando que «como todas las partes implicadas... habían acordado el traslado, no era necesario que el caso fuera discutido por el Congreso de la FIFA», y fue ratificado por unanimidad por la AFC el 10 de septiembre. Football Australia esperaba que la medida diera a Australia una oportunidad más justa de clasificarse para la Copa Mundial de la FIFA y permitiera a los clubes de la A-League competir en la Liga de Campeones de la AFC, mejorando así el nivel del fútbol australiano, tanto a nivel internacional como de clubes, con una mejor competencia en la región.
En febrero de 2008, la Federación Australiana de Fútbol anunció formalmente su intención de presentar una candidatura para la Copa Mundial de la FIFA 2018, la Copa Mundial de la FIFA 2022 y la Copa Asiática 2015. En 2010, Football Australia tomó la decisión de retirar su candidatura a la Copa Mundial de 2018, para centrarse en la candidatura al torneo de 2022. La FFA fracasó en su oferta de 45,6 millones de dólares para la Copa Mundial de 2022, habiendo recibido sólo un voto del Ejecutivo de la FIFA.
En 2013, Australia fue admitida como miembro de pleno derecho en la Federación de Fútbol de la ASEAN (AFF), después de que se uniera formalmente como afiliación por invitación al organismo regional en 2006.
El 29 de enero de 2015, tras la derrota de Irak y los Emiratos Árabes Unidos durante la Copa Asiática 2015, los miembros de la Federación de Fútbol de Asia Occidental supuestamente intentaron eliminar a Australia de la AFC, principalmente debido a que «Australia se beneficia enormemente de la participación asiática sin dar mucho a cambio».
En noviembre de 2018, con numerosos cargos de la junta directiva que llegaban al final de su mandato de 3 años, el grueso de la junta directiva fue sustituido en una asamblea general anual, así como la salida de Steven Lowy como presidente de la junta, lo que hizo en protesta por los importantes cambios en la estructura de gobernanza y votación en el congreso general de Football Australia que elige a la junta. Su puesto fue ocupado por Chris Nikou. Otros miembros de la junta que fueron elegidos fueron Heather Reid, Joseph Carrozzi y Remo Nogarotto.
El 25 de junio de 2020, Australia obtuvo los derechos para organizar la Copa Mundial Femenina de la FIFA 2023 junto con Nueva Zelanda.
El 25 de noviembre de 2020, se celebró la Asamblea General Anual (AGM) de la FFA. La FFA votó por cambiar su nombre a Football Australia. El director ejecutivo de Football Australia, James Johnson, dijo a los medios de comunicación que el cambio de nombre no le costaría dinero a la organización, ya que ya poseían el dominio y los nombres de la empresa. El cambio de nombre fue visto como una forma de unificar la marca con las federaciones estatales miembros.
El 31 de diciembre de 2020, se anunció que la A-League, la W-League y la Y-League dejarían de estar bajo la jurisdicción de Football Australia en un proceso de «desagregación». Las recién creadas Ligas Profesionales Australianas se encargarían de la gestión del fútbol de alto nivel. Como parte de la desvinculación, las Ligas Profesionales Australianas también obtendrían el derecho exclusivo a utilizar los derechos de propiedad intelectual asociados a la marca A-League.

## Organización

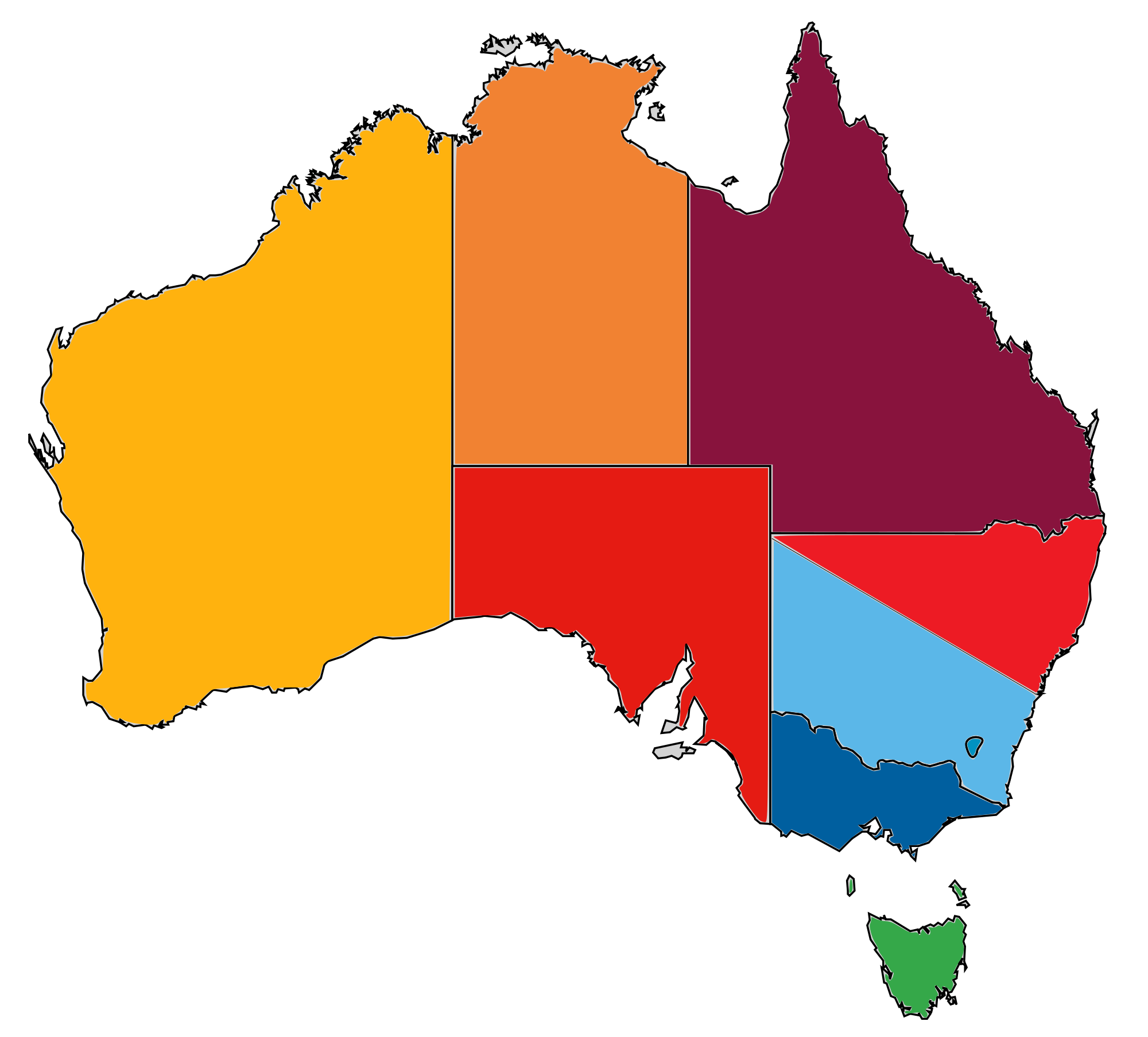
Un diagrama que muestra las nueve federaciones miembros de Football Australia.

El fútbol en Australia ha utilizado un modelo federado de órganos de gobierno nacionales, estatales y territoriales desde que se creó el primer órgano estatal en Nueva Gales del Sur en 1882. Se crearon asociaciones locales y zonas regionales dentro de los estados y territorios a medida que el fútbol se expandía y, de vez en cuando, grupos informales de clubes han aumentado las estructuras formales. En la actualidad, existe un organismo rector nacional, nueve federaciones estatales y territoriales y más de 100 zonas y asociaciones locales, regionales y de distrito.
- Capital Football
- Northern NSW Football
- Football NSW
- Football Northern Territory
- Football Queensland
- Football South Australia
- Football Tasmania
- Football Victoria
- Football West

### Sistema de ligas
| 1  | A-League 11 clubs (1 from New Zealand) no relegation  | A-League 11 clubs (1 from New Zealand) no relegation | A-League 11 clubs (1 from New Zealand) no relegation | A-League 11 clubs (1 from New Zealand) no relegation         | A-League 11 clubs (1 from New Zealand) no relegation   | A-League 11 clubs (1 from New Zealand) no relegation         | A-League 11 clubs (1 from New Zealand) no relegation         | A-League 11 clubs (1 from New Zealand) no relegation           | A-League 11 clubs (1 from New Zealand) no relegation           | A-League 11 clubs (1 from New Zealand) no relegation            | A-League 11 clubs (1 from New Zealand) no relegation           | A-League 11 clubs (1 from New Zealand) no relegation  | A-League 11 clubs (1 from New Zealand) no relegation               | A-League 11 clubs (1 from New Zealand) no relegation               | A-League 11 clubs (1 from New Zealand) no relegation | A-League 11 clubs (1 from New Zealand) no relegation |  |  |  |  |  |  |  |  |  |
| 2  | National Premier Leagues 90 clubs (from 8 divisions)  | National Premier Leagues 90 clubs (from 8 divisions) | National Premier Leagues 90 clubs (from 8 divisions) | National Premier Leagues 90 clubs (from 8 divisions)         | National Premier Leagues 90 clubs (from 8 divisions)   | National Premier Leagues 90 clubs (from 8 divisions)         | National Premier Leagues 90 clubs (from 8 divisions)         | National Premier Leagues 90 clubs (from 8 divisions)           | National Premier Leagues 90 clubs (from 8 divisions)           | National Premier Leagues 90 clubs (from 8 divisions)            | National Premier Leagues 90 clubs (from 8 divisions)           | National Premier Leagues 90 clubs (from 8 divisions)  | Football Federation Northern Territory 10 clubs (from 2 divisions) | Football Federation Northern Territory 10 clubs (from 2 divisions) |                                                      |                                                      |  |  |  |  |  |  |  |  |  |
| 2  | NPL ACT 8 clubs no promotion ↓ relegate 1             | NPL NSW 12 clubs no promotion ↓ relegate 1           | NPL Northern NSW 10 clubs no promotion no relegation | NPL Queensland 14 clubs no promotion ↓ relegate 2            | NPL South Australia 12 clubs no promotion ↓ relegate 2 | NPL Tasmania 8 clubs no promotion ↓ relegate 1.5             | NPL Victoria 14 clubs no promotion ↓ relegate 2.5            | NPL Western Australia 12 clubs no promotion ↓ relegate 1       | NorZone Premier League 6 clubs no promotion no relegation      | Southern Zone Premier League 4 clubs no promotion no relegation |                                                                |                                                       |                                                                    |                                                                    |                                                      |                                                      |  |  |  |  |  |  |  |  |  |
| 3  | NPL ACT 2 10 clubs ↑ promote 1 no relegation          | NPL NSW 2 14 clubs ↑ promote 1 ↓ relegate 1          | State League 1 11 clubs no promotion no relegation   | Queensland Premier League 14 clubs ↑ promote 2 no relegation | SA State League 1 12 clubs ↑ promote 2 ↓ relegate 2    | Northern Championship 10 clubs ↑ promote 0.75 no relegation  | Southern Championship 10 clubs ↑ promote 0.75 no relegation  | NPL Victoria 2 12 clubs ↑ promote 2 ↓ relegate 2               | NPL Victoria 2 12 clubs ↑ promote 2 ↓ relegate 2               | NPL Victoria 2 12 clubs ↑ promote 2 ↓ relegate 2                | NPL Victoria 2 12 clubs ↑ promote 2 ↓ relegate 2               | WA State League 1 12 clubs ↑ promote 1 ↓ relegate 1.5 | NorZone All Age League 10 clubs no promotion no relegation         |                                                                    |                                                      |                                                      |  |  |  |  |  |  |  |  |  |
| 4  | ACT State League 1 10 clubs no promotion ↓ relegate 1 | NPL NSW 3 12 clubs ↑ promote 1 ↓ relegate 1          | Regional 7 districts no promotion                    | Regional 10 districts no promotion                           | SA State League 2 12 clubs ↑ promote 2                 | Northern Championship One 6 clubs no promotion no relegation | Southern Championship One 6 clubs no promotion no relegation | NPL Victoria 3 12 clubs ↑ promote 2 ↓ relegate 2               | NPL Victoria 3 12 clubs ↑ promote 2 ↓ relegate 2               | NPL Victoria 3 12 clubs ↑ promote 2 ↓ relegate 2                | NPL Victoria 3 12 clubs ↑ promote 2 ↓ relegate 2               | WA State League 2 12 clubs ↑ promote 1.5 ↓ relegate 1 |                                                                    |                                                                    |                                                      |                                                      |  |  |  |  |  |  |  |  |  |
| 5  | ACT State League 2 10 clubs ↑ promote 1 ↓ relegate 1  | NPL NSW 4 12 clubs ↑ promote 1 No relegation         |                                                      |                                                              | Regional 6 districts no promotion                      |                                                              | Southern League One 8 clubs no promotion no relegation       | State League 1 North-West 12 clubs ↑ promote 1 ↓ relegate 2    | State League 1 North-West 12 clubs ↑ promote 1 ↓ relegate 2    | State League 1 South-East 12 clubs ↑ promote 1 ↓ relegate 2     | State League 1 South-East 12 clubs ↑ promote 1 ↓ relegate 2    | Regional 12 districts no promotion                    |                                                                    |                                                                    |                                                      |                                                      |  |  |  |  |  |  |  |  |  |
| 6  | ACT State League 3 10 clubs ↑ promote 1 ↓ relegate 1  | Regional 19 districts no promotion                   |                                                      |                                                              |                                                        |                                                              | Southern League Two 8 clubs no promotion no relegation       | State League 2 North-West 12 clubs ↑ promote 2 ↓ relegate 2    | State League 2 North-West 12 clubs ↑ promote 2 ↓ relegate 2    | State League 2 South-East 12 clubs ↑ promote 2 ↓ relegate 2     | State League 2 South-East 12 clubs ↑ promote 2 ↓ relegate 2    |                                                       |                                                                    |                                                                    |                                                      |                                                      |  |  |  |  |  |  |  |  |  |
| 7  | ACT State League 4 10 clubs ↑ promote 1 ↓ relegate 1  |                                                      |                                                      |                                                              |                                                        |                                                              | Southern League Three 8 clubs no promotion no relegation     | State League 3 North-West 12 clubs ↑ promote 2 ↓ relegate 2.25 | State League 3 North-West 12 clubs ↑ promote 2 ↓ relegate 2.25 | State League 3 South-East 12 clubs ↑ promote 2 ↓ relegate 2.25  | State League 3 South-East 12 clubs ↑ promote 2 ↓ relegate 2.25 |                                                       |                                                                    |                                                                    |                                                      |                                                      |  |  |  |  |  |  |  |  |  |
| 8  | ACT State League 5 10 clubs ↑ promote 1 ↓ relegate 1  |                                                      |                                                      |                                                              |                                                        |                                                              | Southern League Four 8 clubs no promotion ↓ no relegation    | SL 4 West 12 clubs ↑ promote 1 ↓ relegate 1                    | SL 4 North 12 clubs ↑ promote 1 ↓ relegate 1                   | SL 4 South 12 clubs ↑ promote 1 ↓ relegate 1                    | SL 4 East 12 clubs ↑ promote 1 ↓ relegate 1                    |                                                       |                                                                    |                                                                    |                                                      |                                                      |  |  |  |  |  |  |  |  |  |
| 9  | ACT State League 6 10 clubs ↑ promote 1               |                                                      |                                                      |                                                              |                                                        |                                                              | Southern League Five 10 clubs no promotion no relegation     | SL 5 West 12 clubs ↑ promote 1 no relegation                   | SL 5 North 12 clubs ↑ promote 1 no relegation                  | SL 5 South 12 clubs ↑ promote 1 no relegation                   | SL 5 East 12 clubs ↑ promote 1 no relegation                   |                                                       |                                                                    |                                                                    |                                                      |                                                      |  |  |  |  |  |  |  |  |  |
| 10 |                                                       |                                                      |                                                      |                                                              |                                                        |                                                              | Southern League Six 6 clubs no promotion no relegation       | Regional 10 districts no promotion no relegation               | Regional 10 districts no promotion no relegation               | Regional 10 districts no promotion no relegation                | Regional 10 districts no promotion no relegation               |                                                       |                                                                    |                                                                    |                                                      |                                                      |  |  |  |  |  |  |  |  |  |